# Атуотер, Хелен Вудард
Хелен Вудард Атуотер (англ. Helen Woodard Atwater; 29 мая 1876 года ― 26 июня 1947 года) ― американская писательница, специалист в области домоводства и первый редактор издания Journal of Home Economics.

## Жизнь
Атуотер родилась в Сомервилле, штат Массачусетс, и окончила Колледж Смит в 1897 году. В течение следующих десяти лет она помогала отцу, Уилберу Олину Атуотеру в его исследованиях в области питания и колориметрии. За это время она завела обширные связи в Департаменте сельского хозяйства США (USDA). Её отец умер в 1907 году. После этого была нанята USDA для работы в научном отделе Бюро домашнего хозяйства.
Атуотер работала в Министерстве сельского хозяйства США четырнадцать лет, вплоть до 1923 года. За это время она разработала методы приготовления пищи с сохранением их пищевой ценности. Она писала памфлеты и книги, чтобы помочь женщинам из сельских районов узнать о правильном питании и лучших методах приготовления пищи. В 1920-х годах она работала в Совместном женском конгрессиональном комитете, который разрабатывал информационные ресурсы для Конгресса США по женским проблемам.
В 1923 году Американская ассоциация домоводства наняла её в качестве первого штатного редактора издания Journal of Home Economics. Атуотер работала в этой должности в течение восемнадцати лет, пока не вышла на пенсию в 1941 году. Находясь на посту редактора, она выступала в Белом доме на конференции по защите здоровья детей в 1930 году и участвовала в Президентской конференции по жилищным вопросам в 1931 году. Была активным членом Американской ассоциации общественного здравоохранения и председателем Комитета жилищной гигиены в 1942 году.

## Признание
Атуотер была членом Американской ассоциации содействия развитию науки и была удостоена почётного членства в обществе Фи Ипсилон Омикрон и Омикрон-Ню. В 1943 году она получила звание почётного доктора наук Колледжа Смит. Американская ассоциация домоводства была в 1947 году учредила международную стипендию её имени.

## Избранные работы
- (1900) Bread and the Principles of Bread Making Government Printing Office, Washington, D.C.
- (1903) Poultry as food Government Printing Office, Washington, D.C.
- (1929) Home Economics: The art and science of homemaking American Library Association, Chicago with Caroline Louisa Hunt
- (1917) How to Select Foods ... Government Printing Office, Washington, D.C.